# Herald Harbor
Herald Harbor – jednostka osadnicza w Stanach Zjednoczonych, w stanie Maryland, w hrabstwie Anne Arundel.